# Первомайський район (Алтайський край)
Первома́йський район (рос. Первомайский район) — район у складі Алтайського краю Російської Федерації.
Адміністративний центр — місто Новоалтайськ, яке не входить до складу району і утворює окремий Новоалтайський міський округ.

## Населення
Населення — 54531 особа (2019; 50100 в 2010, 47467 у 2002).

## Адміністративний поділ
Район адміністративно поділяється на 18 сільських поселень (сільських рад):
| Поселення                       | Площа, км² | Населення, осіб (2002) | Населення, осіб (2010) | Населення, осіб (2019) | Центр            | Населені пункти |
| ------------------------------- | ---------- | ---------------------- | ---------------------- | ---------------------- | ---------------- | --------------- |
| Акуловська сільська рада        | 273,22     | 978                    | 1051                   | 897                    | Акулово          | 4               |
| Баюновоключівська сільська рада | 102,56     | 1739                   | 1886                   | 1897                   | Баюновські Ключі | 3               |
| Березовська сільська рада       | 140,78     | 5256                   | 6220                   | 7772                   | Березовка        | 4               |
| Бобровська сільська рада        | 685,56     | 4287                   | 4599                   | 5267                   | Бобровка         | 3               |
| Боровіхинська сільська рада     | 116,84     | 7644                   | 7903                   | 8285                   | Боровіха         | 3               |
| Жилинська сільська рада         | 223,28     | 1439                   | 1320                   | 1157                   | Жилино           | 3               |
| Журавліхинська сільська рада    | 190,20     | 1144                   | 1075                   | 1014                   | Журавліха        | 2               |
| Зуділовська сільська рада       | 205,57     | 3634                   | 4507                   | 5452                   | Зуділово         | 2               |
| Логовська сільська рада         | 120,40     | 1627                   | 1630                   | 1625                   | Логовське        | 4               |
| Новоберезовська сільська рада   | 172,04     | 587                    | 507                    | 457                    | Новоберезовка    | 2               |
| Первомайська сільська рада      | 252,26     | 6002                   | 5519                   | 5415                   | Первомайське     | 4               |
| Поваліхинська сільська рада     | 70,42      | 2831                   | 3249                   | 3408                   | Поваліха         | 2               |
| Розсказіхинська сільська рада   | 315,83     | 621                    | 657                    | 850                    | Розсказіха       | 3               |
| Санниковська сільська рада      | 233,27     | 2929                   | 3303                   | 4753                   | Санниково        | 2               |
| Сєверна сільська рада           | 187,61     | 2139                   | 2019                   | 1791                   | Сєверне          | 3               |
| Сибірська сільська рада         | 130,36     | 3001                   | 3017                   | 2680                   | Сибірський       | 6               |
| Солнечна сільська рада          | 0,86       | 364                    | 388                    | 588                    | Солнечне         | 1               |
| Сорочелогівська сільська рада   | 174,99     | 1245                   | 1250                   | 1223                   | Сорочий Лог      | 2               |

## Найбільші населені пункти
Нижче подано список населених пунктів з чисельністю населенням понад 1000 осіб:
| №  | Населений пункт  | Населення, осіб (2002) | Населення, осіб (2010) |
| -- | ---------------- | ---------------------- | ---------------------- |
| 1  | Боровіха         | 6765                   | 7037                   |
| 2  | Первомайське     | 5143                   | 4796                   |
| 3  | Березовка        | 3916                   | 4588                   |
| 4  | Зуділово         | 3169                   | 4025                   |
| 5  | Бобровка         | 2851                   | 3079                   |
| 6  | Поваліха         | 2747                   | 3025                   |
| 7  | Санниково        | 2359                   | 2609                   |
| 8  | Сибірський       | 1804                   | 1772                   |
| 9  | Баюновські Ключі | 1459                   | 1630                   |
| 10 | Логовське        | 1419                   | 1426                   |
| 11 | Сєверний         | 1485                   | 1408                   |
| 12 | Сорочий Лог      | 1234                   | 1248                   |